# Kat Dahlia
Katriana Sandra Huguet (sinh ngày 29 tháng 7 năm 1990), được biết đến rộng rãi hơn với nghệ danh Kat Dahlia (trước đây là Kat Hue), là nghệ sĩ phòng thu người Mỹ gốc Cuba đến từ Miami, Florida. Dahlia nổi tiếng với lời nhạc "dao cạo sắc bén" và "flow độc đáo, mạnh mẽ" của cô. Cô phát hành đĩa đơn ra mắt "Gangsta" vào tháng 4 năm 2013, để chống lại các lời phê bình. Dahlia phát hành album phòng thu đầu tay của cô My Garden vào tháng 1 năm 2015, với Vested in Culture và Epic Records khi cô đã ký hợp đồng thu âm với công ty vào năm 2012. Năm 2013, Dahlia đứng vị trí thứ 8 trong danh sách "Next Big Sound" của Billboard.

## Thời thơ ấu
Kat Dahlia với tên khái sinh là Katriana Sandra Huguet sinh ra vào ngày 29 tháng 7 năm với mẹ là người Cuba và cha là người Leban-Cuba tại Miami Beach, Florida. Cô bắt đầu rap khi chỉ mới 8 tuổi và tự viết lời khi mới 15, trích xuất nhạc cụ từ YouTube, thay cho một ban nhạc. Ở tuổi 18, sau khi tiết kiệm tiền từ công việc làm bồi bàn, Dahlia quyết định rời Miami, và chuyển đến New York City một tháng sau đó "vì thích thế." Sau đó, Dahlia đã tham gia vào những gì cô mô tả như là một "mối quan hệ tồi tệ" mà sau này cô sẽ coi đó là nguồn cảm hứng và là "tư liệu vàng." Cô chọn cái tên Kat Dahlia làm nghệ danh sau khi nghe nhà sản xuất đề nghị và cô vẫn giữ nó vì nó dễ nghe và đẹp nhưng vẫn có bí ẩn trong đó.

## Sự nghiệp âm nhạc
Sau khi tự chi tiền cho đĩa EP (EP) và một music video, Dahlia đã được Vested In Culture VP phát hiện bởi A&R Amanda Berkowitz. Berkowitz nhanh chóng mang đến cho Dahlia sự chú ý của giám đốc điều hành kỷ lục kỳ cựu Sylvia Rhone. Năm 2012, Dahlia được mô tả là "có nhiều hơn là ca sĩ nhạc pop," Rhone đã kí hợp đồng và đưa cô đến công ty mới Vested in Culture (VIC) có liên doanh với Epic Records. Album ra mắt của Dahlia dự tính ra mắt vào năm 2014, trở thành sản phẩm âm nhạc được phát hành đầu tiên của VIC.
Đĩa đơn đầu tay của Dahlia và video cho VIC, là ca khúc "Gangsta", được MTV gọi là "tràn ngập những cú đánh mạnh mẽ". Video được quay tại Miami, phản ánh những khó khăn của cuộc sống trước đây của cô. Video được đạo diễn bởi Samantha Lecca và được công chiếu qua Vevo vào ngày 5 tháng 3 năm 2013. Cũng trong tháng ba, Dahlia được chọn là nghệ sĩ "Quan hệ âm nhạc" BET. "Gangsta" được làm nhạc nền cho Buổi ra mắt mùa 16 của phim Law & Order: Special Victims Unit, Girls Disappeared vào ngày 24 tháng 9 năm 2014.
Dahlia phát hành 3 bài "Gangsta", "Money Party" và "Mirror" dưới dạng kĩ thuật số vào ngày 5 tháng 3 năm 2013. Ngày 17 tháng 12 năm 2013, cô phát hành ca khúc "Crazy" miễn phí trên trang web của mình. Bài hát ra mắt My Garden được phát hành ngày 15 tháng 1 năm 2015. Album ra mắt tại vị trí thứ 54 trên bảng xếp hạng US Billboard 200. My Garden nhận được đánh giá tích cực từ các nhà phê bình âm nhạc. Theo Metacritic, album nhận được số điểm trung bình là 63 trên thang điểm chuẩn 100, cho biết "đánh giá chung album ổn", dựa trên bốn nhà phê bình.
Kat Dahlia tung đĩa EP thứ ba mang tên 20s, 50s, 100s, thông qua SoundCloud vào ngày 9 tháng 5 năm 2016, gồm ba bài hát "Run It Up", "Voices in My Head" và "Lion".
Ngày 21 tháng 7 năm 2017, Kat phát hành đĩa đơn "Body and Soul" trên tất cả các nền tảng nhạc số cũng như đăng tải lyric video lên kênh YouTube VEVO của cô.
Ngày 4 tháng 5 năm 2018, sau khi tạo ra For the Culture Playlist bao gồm đĩa đơn gần đây của Miguel "Come through and Chill," Salaam Remi quay trở lại với South Beach Social Club – một EP kết hợp với Kat Dahlia.

## Nghệ sĩ
Phong cách âm nhạc của Dahlia được miêu tả là lời như "dao cạo sắc bén" và flow độc đáo, mạnh mẽ của cô.
Dahlia chịu ảnh hưởng âm nhạc từ các nghệ sĩ BB King, Miles Davis, Led Zeppelin, The Doors, Bob Marley, Frank Sinatra, và Celia Cruz. Đồng thời, trong các cuộc phỏng vấn, Dahlia đã nhắc đến nghệ sĩ thu âm nhạc reggae huyền thoại Bob Marley đã tác động lớn đến phong cách âm nhạc của cô. Cô cho biết: "Tôi đã nghe rất nhiều nhạc của Bob Marley, đặc biệt là các bài hát dưới đây. Tôi đã từng đi đến Purdy Lounge vào tối thứ hai, ở đó luôn có các ban nhạc reggae. Reggae có ở khắp mọi nơi tại đó, dancehall ở khắp các hộp đêm. Họ không chỉ phát mỗi Hip Hop."

## Danh sách đĩa nhạc

### Album phòng thu
| Tên                          | Chi tiết | Thứ hạng cao nhất |
| Tên                          | Chi tiết | US                |
| ---------------------------- | --- | ----------------- |
| My Garden                    | - Ngày phát hành: 13 tháng 1 năm 2015 - Hãng đĩa: Vested in Culture, Epic Records - Định dạng: CD, tải nhạc số | 54                |
| Naked Lady and a White Horse | - Ngày phát hành: Tháng 7 năm 2017 - Hãng đĩa: Epic Records - Định dạng: CD, tải nhạc số                       | -                 |

### EP
| Tên                         | Chi tiết                                                                                             |
| South Beach Social Club     | Phát hành: 4 tháng 5 năm 2018                                                                        |
| --------------------------- | --- |
| Shades of Gray (as Kat Hue) | - Phát hành: ngày 29 tháng 2 năm 2012 - Hãng đĩa: No Days Off Entertainment - Định dạng: tải nhạc số |
| 20s, 50s, 100s              | - Phát hành: 9 tháng 5 năm 2016 - Hãng thu: Tự túc - Định dạng: Download miễn phí                    |

### Mixtapes
| Tên   | Chi tiết                                                                                   |
| ----- | ------------------------------------------------------------------------------------------ |
| Seeds | - Phát hành: 21 tháng 11 năm 2013 - Hãng thu: Self-released - Định dạng: download miễn phí |

### Đĩa đơn
| "Gangsta" | 2013 | 112 | 48 | —  | —  | 25 | 13 | 13 |  | My Garden                    |
| "Crazy" | 2014 | —   | —  | 45 | 40 | 26 | —  | —  |  | My Garden                    |
| "Money Party" (featuring Polly A.)                                                                            | 2014 | —   | —  | —  | —  | —  | —  | —  |  | non-album single             |
| "I Think I'm in Love"                                                                                         | 2015 | —   | —  | —  | —  | —  | —  | —  |  | My Garden                    |
| "Friday Night Majic"                                                                                          | 2017 | —   | —  | —  | —  | —  | —  | —  |  | Naked Lady and a White Horse |
| "Sirens" | 2017 | —   | —  | —  | —  | —  | —  | —  |  | Naked Lady and a White Horse |
| "Manipulator"                                                                                                 | 2017 | —   | —  | —  | —  | —  | —  | —  |  | Naked Lady and a White Horse |
| "Body and Soul"                                                                                               | 2017 | —   | —  | —  | —  | —  | —  | —  |  | Naked Lady and a White Horse |
| "—" denotes a title that did not chart, was not released in that territory, or did not receive certification. |      |     |    |    |    |    |    |    |  |                              |

### Xuất hiện khách mới
| Tên                     | Năm  | Album                             | Nghệ sĩ                                    |
| ----------------------- | ---- | --------------------------------- | ------------------------------------------ |
| "Lluvia Negra"          | 2012 | Puro                              | Heny Puro                                  |
| "Helen Keller"          | 2013 | Suffering from Success            | DJ Khaled                                  |
| "Ain't Seen A Thing"    | 2014 | Hardships and Humiliation         | Decon Chrome                               |
| "Mash It Up"            | 2015 | Black Lion Reggae Invasion Vol. 1 | Black Lion, The Wizard, Nyanda, The Kemist |
| "Warning"               | 2017 | Plata O Plomo                     | Fat Joe, Remy Ma                           |
| "Save Me from the Rain" | 2017 | Good Life                         | Collie Buddz                               |

```
Champions
```

| Common Kings, Kat Dhalia
|}

## Video âm nhạc
| Bài hát               | Năm  | Đạo diễn         |
| --------------------- | ---- | ---------------- |
| "Devil's Command"     | 2013 | Edwin Escobar    |
| "Gangsta"             | 2013 | Samantha Lecca   |
| "Happy and I Know It" | 2014 | X Marlon Santini |
| "The High"            | 2014 | Michael Garcia   |
| "Crazy"               | 2014 | Rankin           |
| "My Garden"           | 2015 | Michael Garcia   |
| "I Think I'm In Love" | 2015 | Sam Lecca        |
| "Run It Up"           | 2016 | Monique Chavez   |